# Охотников, Николай Петрович
Никола́й Петро́вич Охо́тников (5 июля 1937, с. Глубокое, Восточно-Казахстанская область, Казахская ССР, СССР — 16 октября 2017, Санкт-Петербург, Россия) — советский российский оперный певец (бас), педагог. Народный артист СССР (1983). Лауреат Государственной премии СССР (1985).

## Биография
Родился 5 июля 1937 года в селе Глубокое (Казахстан).
Окончил Краснодарское музыкальное училище (ныне Краснодарский музыкальный колледж им. Н. А. Римского-Корсакова). В 1964 году окончил Ленинградскую консерваторию им. Н. А. Римского-Корсакова (класс И. И. Плешакова).
С 1962 года — солист Ленконцерта, с 1967 — Малого театра оперы и балета (ныне Михайловский театр), с 1971 — Ленинградского театра оперы и балета им. С. М. Кирова (ныне Мариинский театр).
Участвовал в исполнении камерной музыки — вокально-симфонических произведений зарубежных и советских композиторов (реквиемов Моцарта и Дж. Верди, 9-й симфонии Л. ван Бетховена, «Патетической оратории» Г. В. Свиридова и др.), а также в записи антологии русского романса, для которой спел все романсы Н. А. Римского-Корсакова для низкого голоса.
Гастролировал самостоятельно и с Мариинским театром в Швейцарии, Греции, Италии, Германии, Испании, Финляндии, Израиле, США («Метрополитен Опера»), Японии, Корее, Шотландии, Португалии, Бельгии.
С 1976 года преподавал в Ленинградской консерватории им. Н. А. Римского-Корсакова (с 1988 — профессор). Среди учеников: А. Морозов, В. Феляуэр, Ю. Власов, В. Янковский.
Член КПСС с 1974 года.
Николай Охотников умер 16 октября 2017 года в Санкт-Петербурге. Похоронен на Литераторских мостках Волковского кладбища.

## Семья
Был женат трижды (сын от первого брака, сын от второго, сын и дочь от третьего). Третья жена — пианистка Вера Михайловна Охотникова (урождённая Накарякова, род. 1969), сестра трубача Сергея Накарякова.

## Награды и звания
- Лауреат Всесоюзного конкурса вокалистов им. М. Глинки (1-я премия, Москва, 1960)
- Лауреат Международного конкурса вокалистов в Финляндии (1962)
- Лауреат Международного конкурса им. П. И. Чайковского (2-я премия, Москва, 1966)
- Лауреат Международного конкурса вокалистов им. Ф. Виньяса (Гран-при и специальная премия за исполнение произведений Дж. Верди, Барселона, 1972)
- Заслуженный артист РСФСР (26.03.1975)
- Народный артист РСФСР (02.10.1980)
- Народный артист СССР (01.07.1983)
- Государственная премия СССР в области литературы, искусства и архитектуры (1985) — за спектакль «Евгений Онегин» П. Чайковского в Ленинградском театре оперы и балета им. С. М. Кирова[6]

## Партии
- «Русалка» А. С. Даргомыжского — Мельник
- «Иван Сусанин» М. И. Глинки — Иван Сусанин
- «Борис Годунов» М. П. Мусоргского — Борис Годунов, Пимен
- «Руслан и Людмила» М. И. Глинки — Руслан
- «Хованщина» М. П. Мусоргского — Досифей
- «Князь Игорь» А. П. Бородина — Кончак
- «Мазепа» П. И. Чайковского — Кочубей
- «Иоланта» П. И. Чайковского — Рене
- «Евгений Онегин» П. И. Чайковского — Гремин
- «Садко» Н. А. Римского-Корсакова — Варяжский гость
- «Псковитянка» Н. А. Римского-Корсакова — Токмаков
- «Сказание о невидимом граде Китеже и деве Февронии» Н. А. Римского-Корсакова — князь Юрий Всеволодович
- «Царская невеста» Н. А. Римского-Корсакова — Собакин
- «Руслан и Людмила» М. И. Глинки — Светозар
- «Алеко» С. В. Рахманинова — Старый цыган
- «Лоэнгрин» Р. Вагнер — Генрих Птицелов
- «Севильский цирюльник» Дж. Россини — дон Базилио
- «Дон Карлос» Дж. Верди — Филипп II
- «Парсифаль» Р. Вагнера — Титурель
- «Декабристы» Ю. А. Шапорина — Пестель
- «Леди Макбет Мценского уезда» Д. Д. Шостаковича — Старый каторжник
- «Война и мир» С. С. Прокофьева — старый князь Болконский, Кутузов
- «Семён Котко» С. С. Прокофьева — Бандурист
- «Фауст» Ш. Гуно — Мефистофель
- «В бурю» Т. Н. Хренникова — Фрол Баев
- «Пётр Первый» А. П. Петрова — Макарий
- «Риголетто» Дж. Верди — Монтероне

Фильмы:
- 1980 — Казначейша — исполняет партию Казначея